# Johann Thomasius

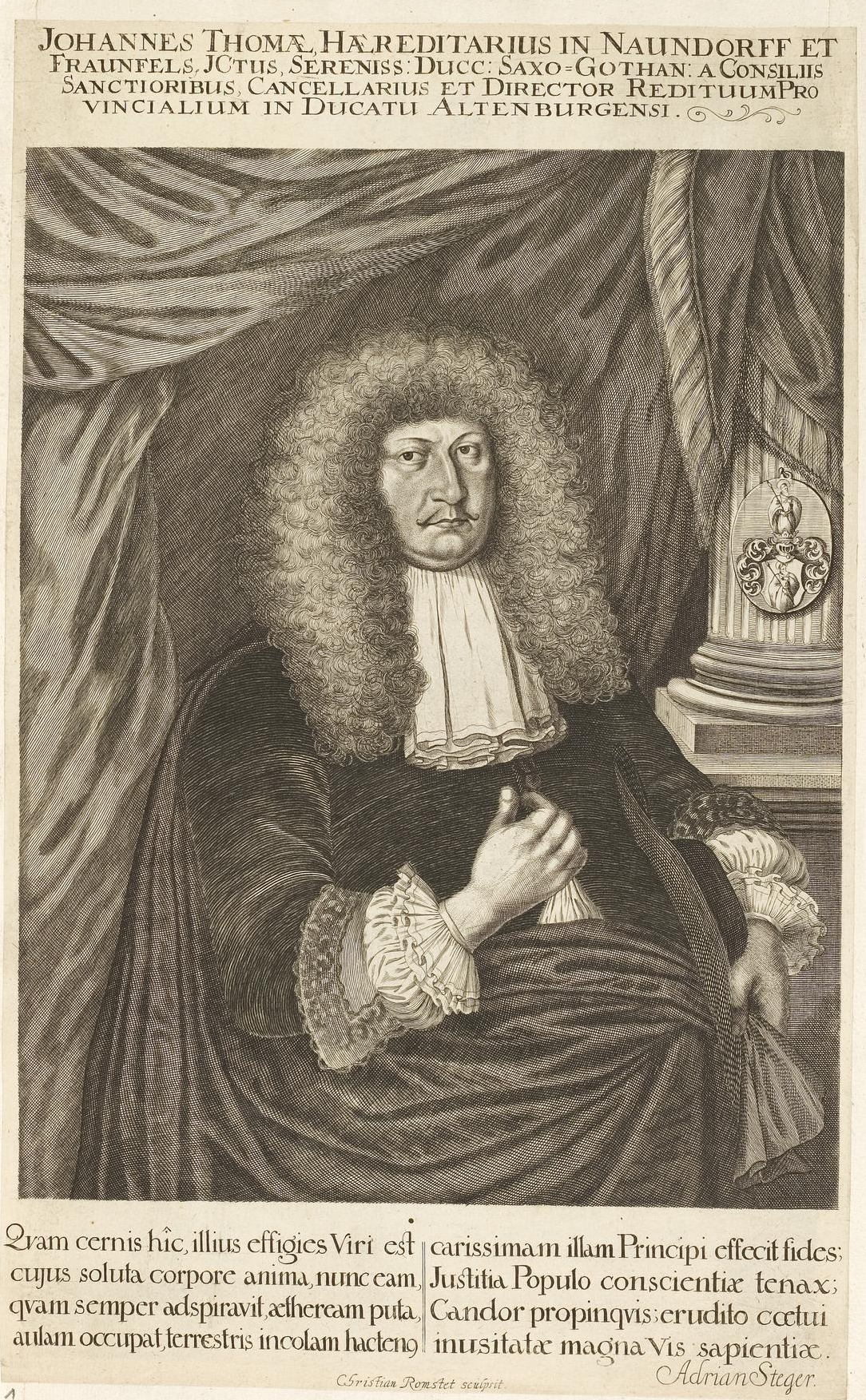
Johann Thomasius

Johann Thomasius, auch: Matthias Jonsohn, Johannes Thomä, Johannes Thomas; (* 28. August 1624 in Leipzig; † 2. März 1679 in Altenburg) war ein deutscher Rechtswissenschaftler, Staatsmann, Schriftsteller und Dichter.

## Leben
Johann Thomasius wurde geboren als Sohn des juristischen Konsulenten Michael Thomasius. Mit seinem Bruder Jacob Thomasius hatte er 1640 ein Studium der Philosophie und Rechtswissenschaft an der Universität Wittenberg begonnen, das er an der Universität Jena sowie an der Universität Leipzig fortsetzte. Im Anschluss an das Studium wurde er zunächst Hofmeister und 1648 in Leipzig zum Doktor der Rechtswissenschaften promoviert.

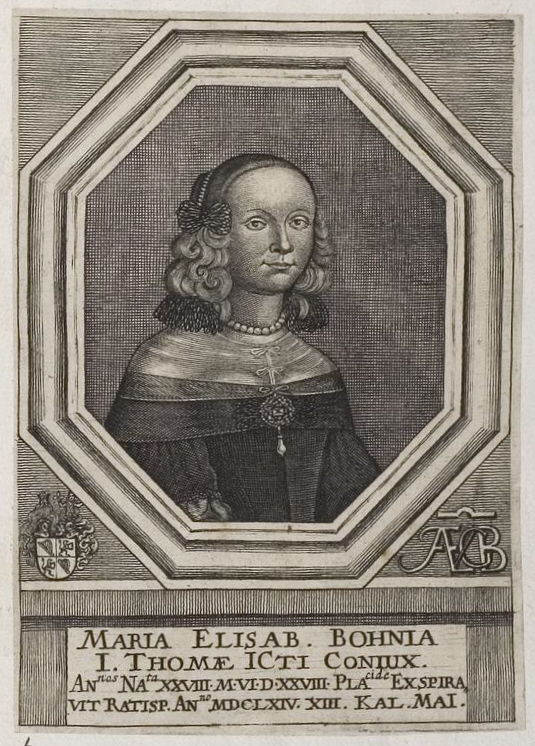
Ehefrau Maria Elisabeth Thomasius

1650 übernahm Johann Thomasius eine Professur an der juristischen Fakultät der Jenaer Universität und ging 1652 als Rat an den Hof Friedrich Wilhelm II. von Sachsen-Altenburg. Für das Herzogtum Sachsen-Altenburg wurde er 1653 als Gesandter und Beobachter zu dem Reichstag nach Regensburg entsandt, der als letzter offiziell beendeter Reichstag später als Jüngster Reichsabschied bezeichnet wurde, bevor dann 1663 der Immerwährende Reichstag begann.
Im Verlauf des Reichstags lernte Thomasius Marie Elisabeth Bohn kennen (* 19. Sep 1635), Sie war eine Tochter des Reichshofrats Johann Philipp von Bohn , der im Auftrag des Kaisers den Verlauf des Reichstags beobachten sollte. Auf gemeinsamen Ausflügen in die Umgebung von Regensburg, deren Schönheit Thomasius in seinen späteren Romanen beschrieb, verliebten sich beide und heirateten noch im gleichen Jahr in Regensburg. Aus dieser Ehe stammen 2 Söhne und 2 Töchter. Im Folgejahr war Thomasius bei der Krönung Leopolds I. zum Kaiser in Frankfurt/Main anwesend und war dann ab 1659 für Sachsen-Altenburg wieder in Regensburg tätig als Gesandter zum Ordinar-Deputationstag.

Nachdem in Regensburg 1663 der Immerwährende Reichstag eröffnet worden war, verblieb Thomasius in Regensburg nun auch als Gesandter für Sachsen-Coburg und Baden-Durlach bis 1668. Als Gesandter reiste er zum Kaiserhof nach Wien und wurde 1664 der führende Hofbeamte in Altenburg.
Seine Ehefrau Maria Elisabeth starb am 19. April 1664 im Alter von 28 Jahren in Regensburg bei der Geburt eines Kindes und wurde auf dem östlichen Kirchhof der Dreieinigkeitskirche (heute: Gesandtenfriedhof) begraben. Auf der Grabplatte findet sich die lateinische Fassung eines Gedichtes, verfasst vom Ehemann Johann Thomasius und 1672 in der dritten Ausgabe des vom iEhemann unter Pseudonym verfassten Schäferromans (s. unten), der in deutscher Fassung veröffentlicht wurde. Beide Fassungen des Gedichtes enden mit einem geheimnisvoll abgekürzten Treue-Versprechen. Der Text des Versprechens, verborgen hinter den 9 Einzel-Buchstaben, konnte plausibel gedeutet werden als ein Eheversprechen über den Tod hinaus, das aber vom Ehemann nicht eingehalten wurde.

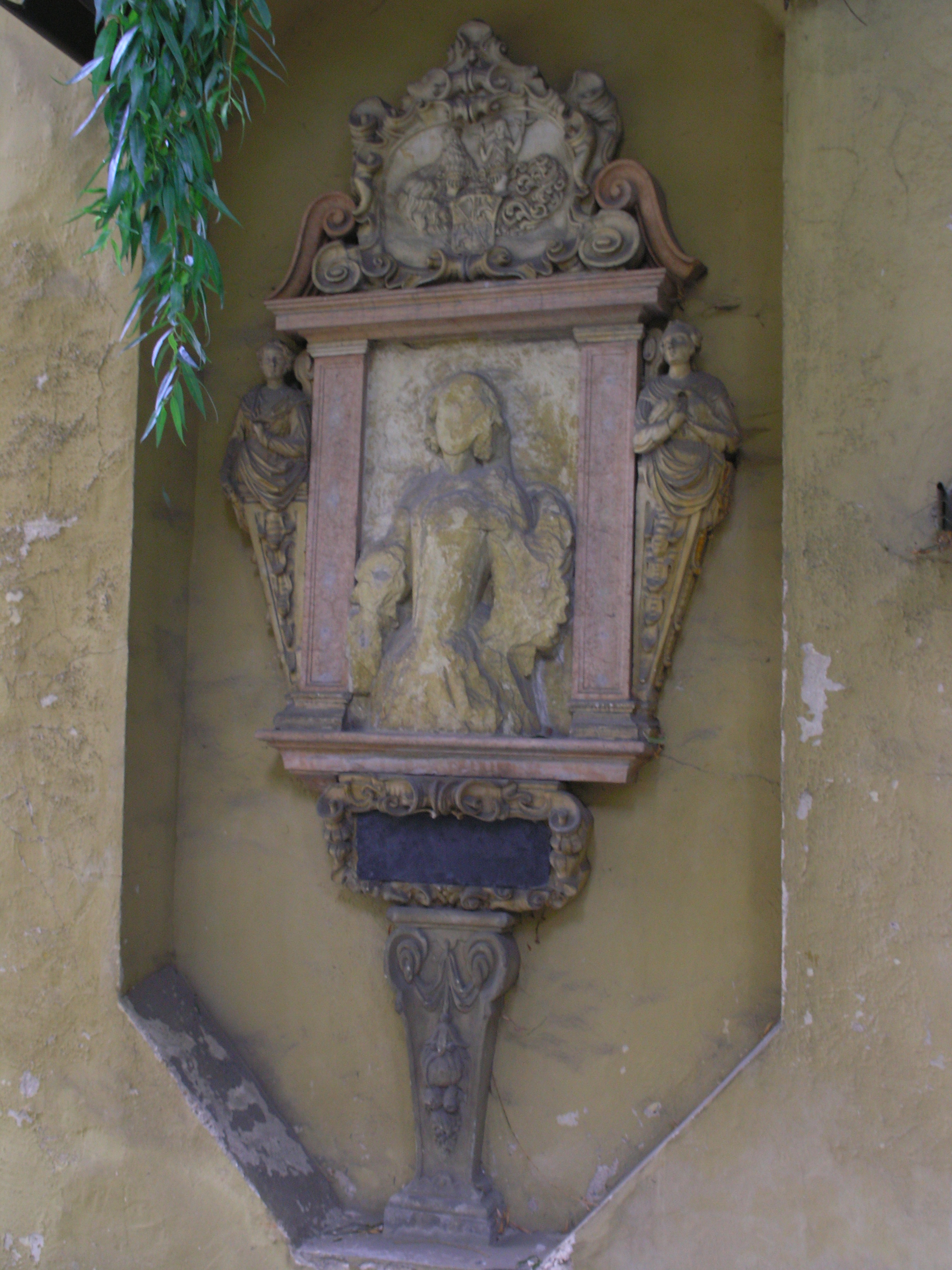
Epitaph der 1. Ehefrau Maria Elisabeth Thomasius

Nachdem Johann Thomasius im Februar 1671 die Witwe Susanna des ihm bekannten Sachsen-Naumburgischen Gesandten Paul Hornigh (Hornigk) als seine zweite Ehefrau geheiratet hatte und damit das seiner ersten Ehefrau Maria Elisabeth gegebene geheime Eheversprechen über den Tod hinaus gebrochen hatte, ließ er oberhalb der Grabstätte seiner ersten Ehefrau auf dem Gesandtenfriedhof in einer der Grabstelle benachbarten Mauernische ein reizvolles, heute leider stark beschädigtes Epitaph errichten. Das Epitaph zeigt die Büste seiner ersten Ehefrau. Eine seitlich rechts begleitende Frauenfigur trägt ein Taubenpaar als Symbol ihrer Liebe. Bei der links begleitenden Frauenfigur ist das entsprechende, in der Hand getragene Symbol leider abgebrochen. Wie häufig könntedieses zweite Symbol ein Buch gewesen sein, denn neben seinen akademischen Werken verdankt man Johann Thomasius vor allem den in Frankfurt am Main 1663 unter einem Pseudonym erschienenen reizvollsten Schäferroman des Barock, den der Autor unter dem Titel Matthiae Johnsohn Lisille veröffentlicht hatte. Dieser Liebesroman erschien im gleichen Jahr auch als Raubdruck unter dem Titel Gedoppelte Liebes Flamme und wurde im Jahr 1672, also acht Jahre nach dem Tod der ersten Ehefrau, in einer dritten erweiterten Ausgabe als Damon und Lisillen Keuscher LiebesWandel … herausgebracht. Im Roman werden Situationen des Kennenlernens der Eheleute in Regensburg und des Ehelebens des Autors widergespiegelt. Aufgrund der pastoralen Inszenierung des Romans, hebt sich das Werk vom einfachen bürgerlichen Eheroman ab und wird so erst in seiner literarischen Aussage bedeutend.

## Werkauswahl
- Tractatus de noxia animalium, Jena 1653
- Tractatus de aleatoribus, Jena 1651 (online – Internet Archive), Halle 1723
- Confessionem fidei orthodoxam, confessioni Jacobi Massenii oppositum
- Dissertationem juris publici de feudis oblatis, Leipzig 1687 (online – Internet Archive)